# Шмитц, Том
Том Шмитц (англ. Tom Schmitz) (род. 20 декабря 1968 года в Берии, штат Огайо) — американский музыкант и бывший клавишник альтернативной метал группы Mushroomhead. В октябре 2015 года перестал быть членом группы.

## Mushroomhead
Ещё до появления Mushroomhead, Том играл вместе со своим другом Ричардом Муром (будущий ритм гитарист Mushroomhead) в группе Trelleborg. В этой группе Том играл на бас-гитаре. Том также вместе со Стивом Фэлтоном и Джеффом Хэтриксом основал группу Mushroomhead.

### Маски

#### Mushroomhead
Изначально Том носил маску клоуна с разноцветным колпаком, но бывало, что Том заменял колпак на огромную шляпу.

#### Superbuick
Позже, Том начал носить пейнтбольную маску.

#### M3
После того как Mushroomhead сменили имидж, Том, как и все участники группы, начал носить униформу и чёрную X-Face маску, с панамой, на которой был прикреплён фонарик.

#### XX
Том начал носить латексную X-Face маску с той же панамой.

#### XIII
Том носил ту же самую маску, что и в период XX.

#### Savior Sorrow
Маска уже приобрела строгий вид, и панама была заменена железным шлемом с шипами и встроенным фонариком.

#### Beautiful Stories for Ugly Children
Маска, как и в Savior Sorrow, но шлем был изменён, вместо маленьких шипов, был огромный штык.

#### Old School
Том носит на Old School выступления старые маски эпох альбомов Mushroomhead (1995), Superbuick (1996) и M3 (1999).

#### The Righteous & The Butterfly
Том носит более объёмную X- Face маску серого цвета с чёрным шлемом, на котором теперь очки. Позже на шлеме появились штыки.

## Дискография

### Mushroomhead
- Mushroomhead (1995)
- Superbuick (1996)
- M3 (1999)
- XX (2001)
- XIII (2003)
- Savior Sorrow (2006)
- Beautiful Stories for Ugly Children (2010)
- The Righteous & the Butterfly (2014)

## Инструменты

### Клавиши
Korg X3
Ensoniq ASR-10
Nord Lead 2
Korg DW8000